# Tony Williams (anglický hudebník)
Anthony „Tony“ Williams (* 19. srpna 1947 v Durhamu, Anglie) je anglický hudebník, který hraje na baskytaru ve folk rockové skupině Stealers Wheel a hrál také se skupinou Jethro Tull.

## Kariéra
Narodil se v Durhamu a později se odstěhoval do Blackpoolu, Lancashire kde žili i ostatní budoucí členové Jethro Tull, Ian Anderson, Barriemore Barlow, John Evan a Jeffrey Hammond.
V 60. letech minulého století hrál na kytaru ve skupině The Executives, blackpoolskou mod skupinou, která nahrála několik singlů s frontmanem Royem Carrem a budoucím baskytaristou Jethro Tull Glennem Cornickem.
Williams se původně připojil ke skupině Jethro Tull v roce 1968, společně s Martinem Barre. Vydal singl "Lazy River". a v letech 1970 až 1971 hrál na baskytaru se skupinou Requiem.
V roce 1972 se Williams připojil ke skupině Stealers Wheel, která byla založena o rok dříve ve skotském městě Paisley, Renfrewshire bývalými spolužáky Gerry Raffertym a Joe Eganem. Williams jim pomohl s nahráváním jejich debutového alba Stealers Wheel, které produkovala vlivná americká písničkářská a producentská dvojice Leiber-Stoller. Williams odešel od Stealers Wheel o rok později. V roce 1978 na žádost Iana Andersona nahradil v Jethro Tull nemocného Johna Glascocka. Zúčastnil se za něj amerického turné skupiny a poté se vrátil k práci televizního producenta.